# Пугач індійський
Пугач індійський (Bubo bengalensis) — вид птахів з роду пугач (Bubo) родини совових. Поширений на півдні Азії у гірських лісах.

## Розміри

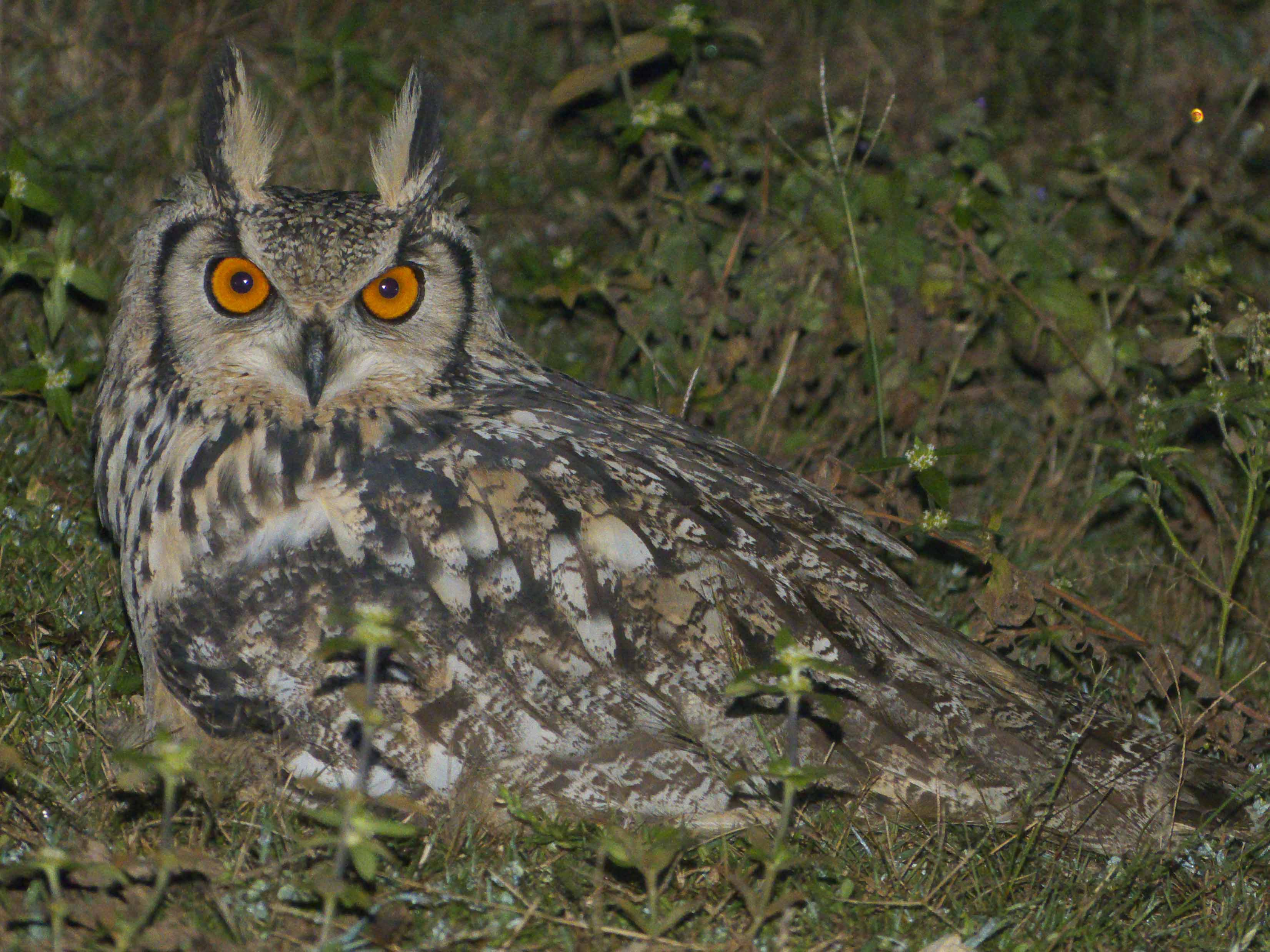

Довжина 50-56 сантиметрів, довжина крила у самців 364–390 міліметрів, в самок 375–425 міліметрів. Вага близько 1100 грамів.

## Поведінка
Веде переважно нічний спосіб життя. Літають пугачі в основному ширяючи і нечасто та неквапливо змахуючи крилами. Літають зазвичай невисоко над землею. Полюють завичай із присади. Полюють перш за все на мишей та пацюків, але часом здобиччю стають і птахи розміром з павича. Також їдять рептилій, жаб, крабів та великих комах.

## Розмноження
Зазвичай виводять пташенят між лютим та квітнем, але в залежності від місцевості цей період коливається між жовтнем та травнем. Гніздо має вигляд ямки на голій землі. Зазвичай гнізда розташовані на скельних виступах, берегах річок, нішах у схилах ущелин. Також трапляються гнізда на землі під кущами чи між камінням на схилах. Кладка налічує 2-4 яйця розмірами 54 на 44 мм. Яйця висиджує самка протягом 35 днів.

## Біотопи
Скелястий пугач надає зустрічається на скелястих схилах пагорбів чи гір вкритих кущами, на узбережжі, в лісистих місцевостях з ущелинами, в пустельних місцевостях де є скелі та зарості кущів. Також часом зустрічаються в старих мангрових лісах поруч з людськими поселеннями.